# Slot Gottorf

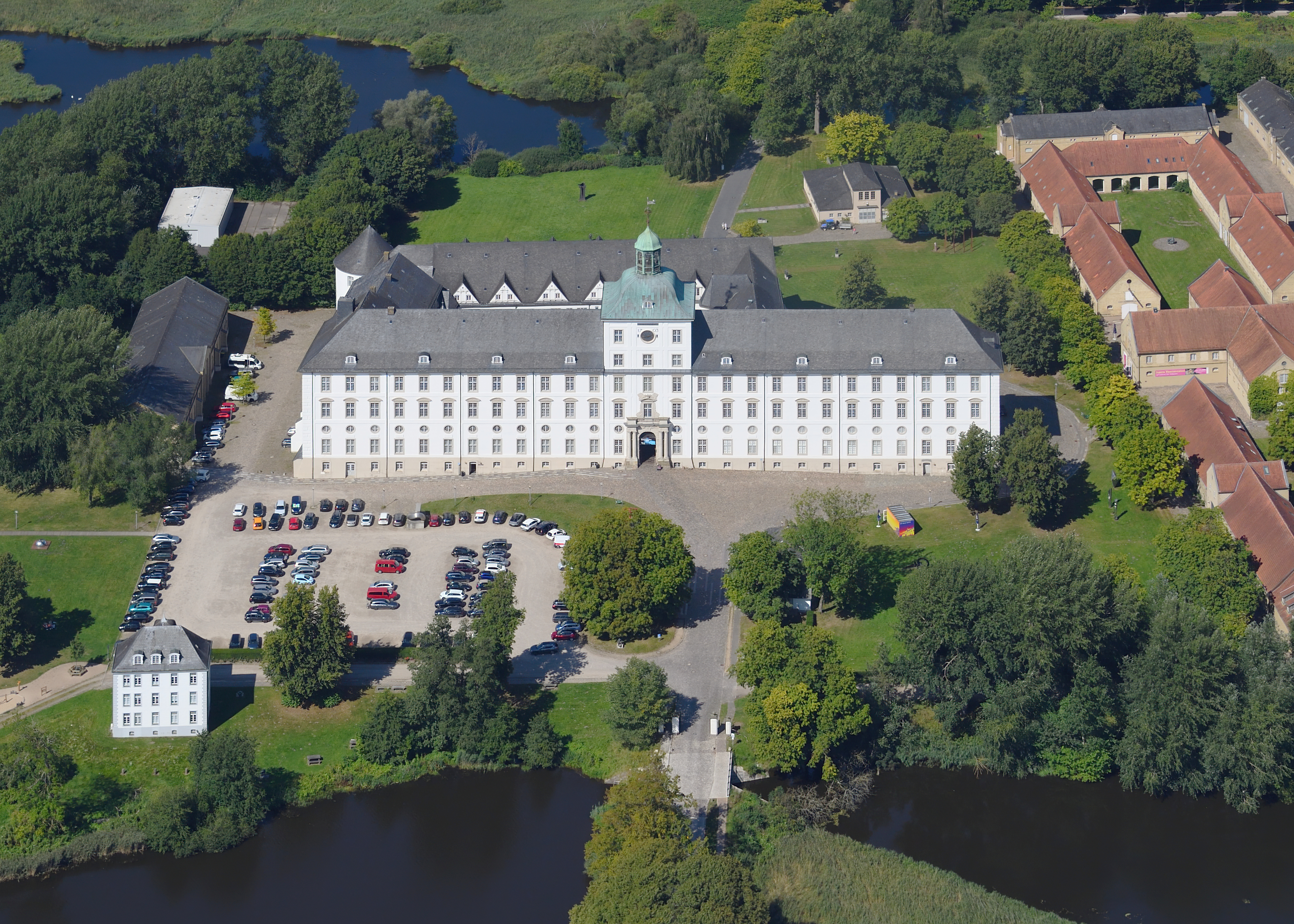
Luchtfoto

Slot Gottorf (Duits: Schloss Gottorf) is het belangrijkste cultuurmonument van de deelstaat Sleeswijk-Holstein in Duitsland.
Het kasteel staat in de stad Sleeswijk.
Het kasteel, zoals dat in de huidige staat bewaard gebleven is, dateert uit het begin van de 18e eeuw. Oorspronkelijk stond hier echter al sinds 1161 een kasteel, dat daarna diverse malen, o.a. door een brand in 1492, verwoest of afgebroken, en daarna weer herbouwd werd.
Het kasteel staat op een door water omgeven stuk terrein. Dit is een natuurlijk eilandje, in een meertje, dat tot 1582 met de Schlei was verbonden en daarna werd afgedamd.
Bij het slot behoren de baroktuinen, waarvan de aanleg al in 1637 begon.
In 1994 is de Hercules-beeldengroep, na archeologisch onderzoek van de restanten van het verloren gegane origineel, nauwkeurig gereconstrueerd en herplaatst.
Het slot is residentie geweest van vele hertogen en vorsten. Het eilandje werd in de middeleeuwen en de 16e eeuw van vestingwallen e.d. voorzien. De vestingwallen uit de 16e eeuw die van na de Reformatie dateren, werden deels gebouwd van na de sloop van katholieke kerken in de omgeving  gerecycleerde stenen.
In zijn rijke geschiedenis  werd het vanaf 1721 gebruikt als woonpaleis voor de vorsten, die namens Denemarken regeerden over Sleeswijk toen dat in de 18e en een deel van de 19e eeuw deel van dat koninkrijk uitmaakte. Nadat Sleeswijk-Holstein in 1864 de facto een deel van Pruisen werd en daarna de geschiedenis van de rest van de deelstaat Sleeswijk-Holstein deelde, heeft het gebouwencomplex van 1836 (nog 28 jaar onder Deens bestuur; de Deense koning had geen belang bij dit kasteel als residentie) tot 1945 als kazerne, van 1945 tot 1948 als vluchtelingenkamp en vanaf 1948 als museum dienst gedaan.

## Musea
In Slot Gottorf bevinden zich twee  belangrijke musea:
- Het Landesmuseum für Kunst und Kulturgeschichte  van Sleeswijk-Holstein
- Het Archäologische Landesmuseum van Sleeswijk-Holstein. Dit heeft o.a. enige bekende veenlijken en de bekende Nydamboot in haar collectie.

## Afbeeldingen

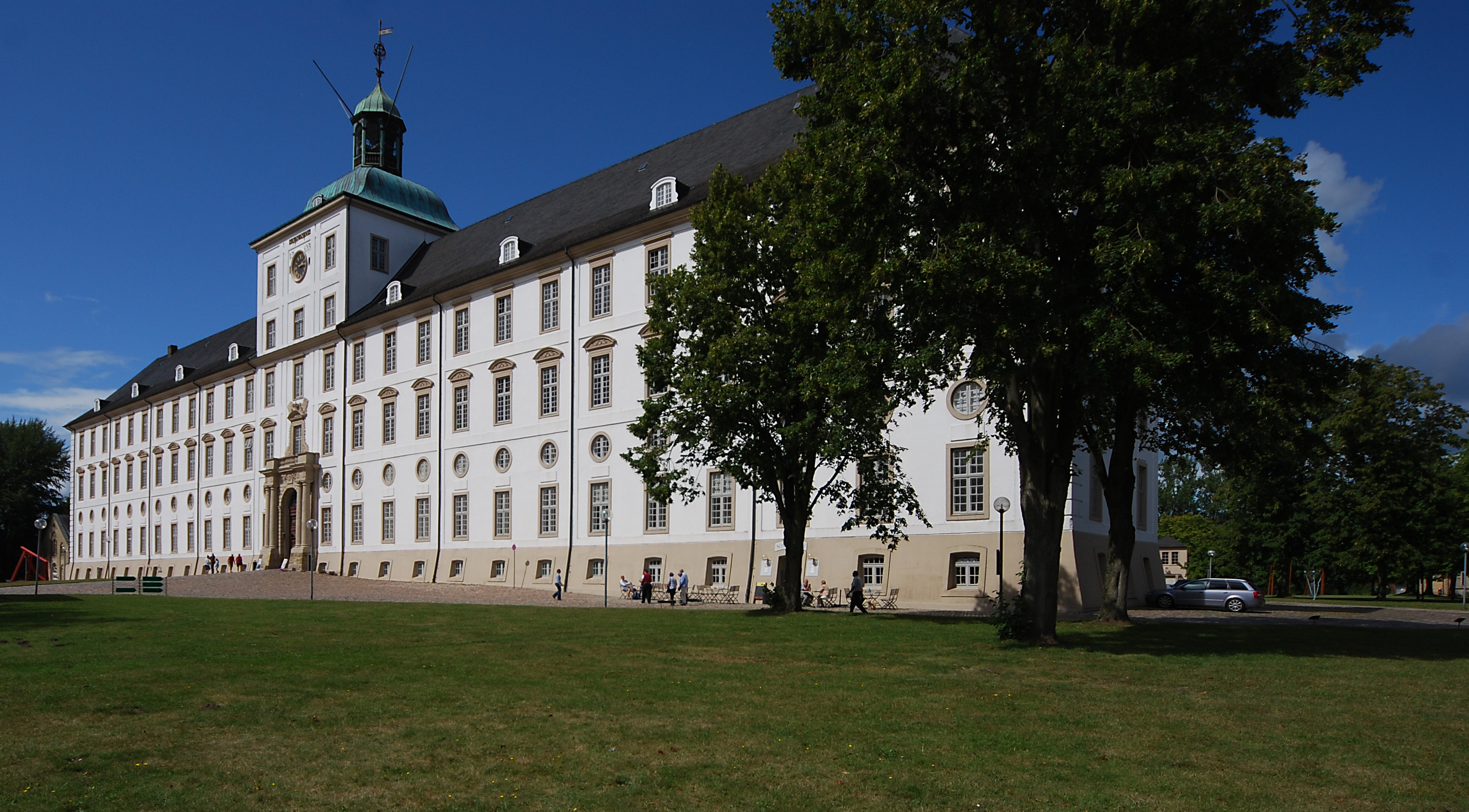
Schloss Gottorf, de barokke zuidvleugel
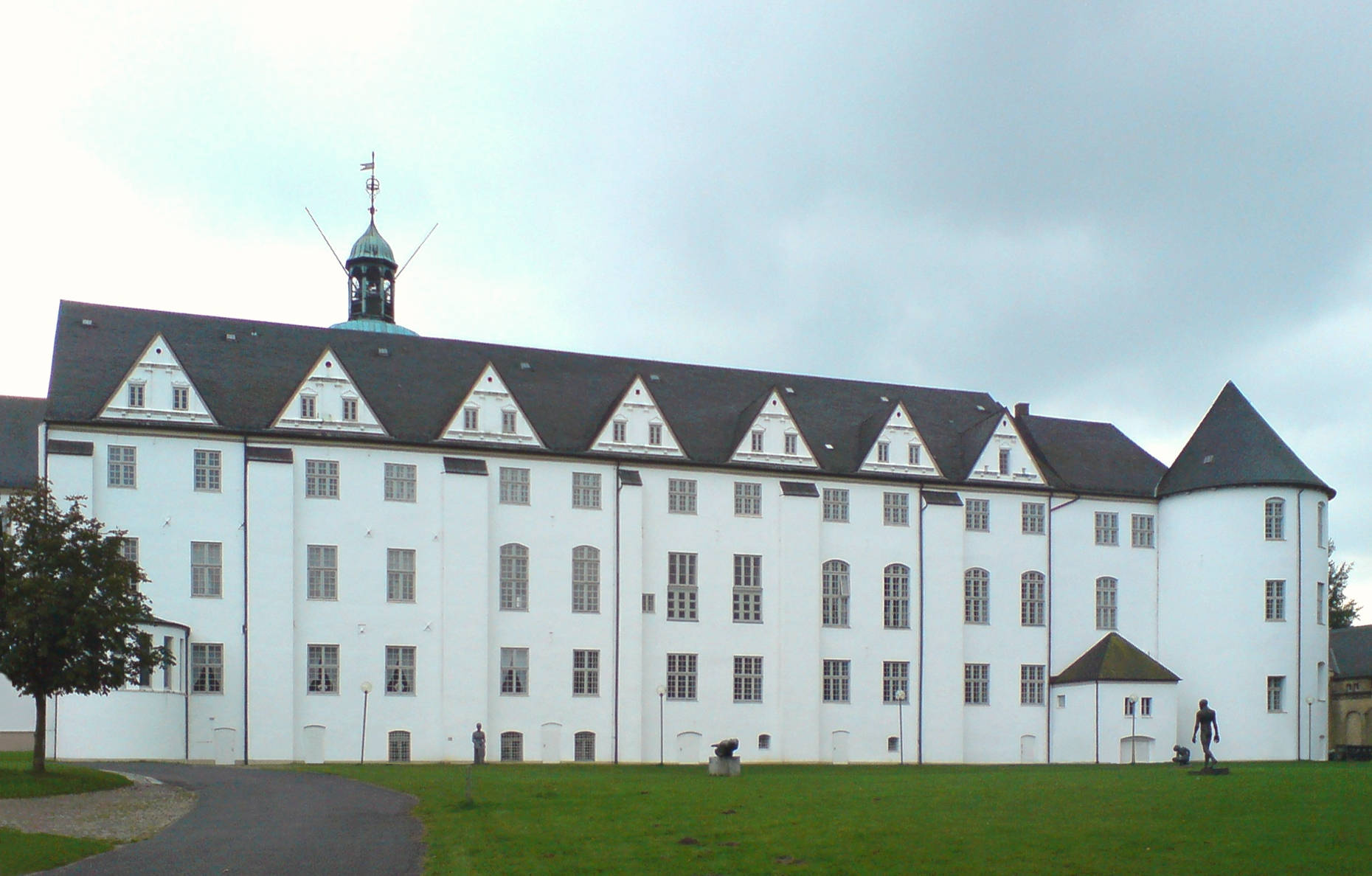
Tuingevel van de noordvleugel, rechts de Schlachterturm
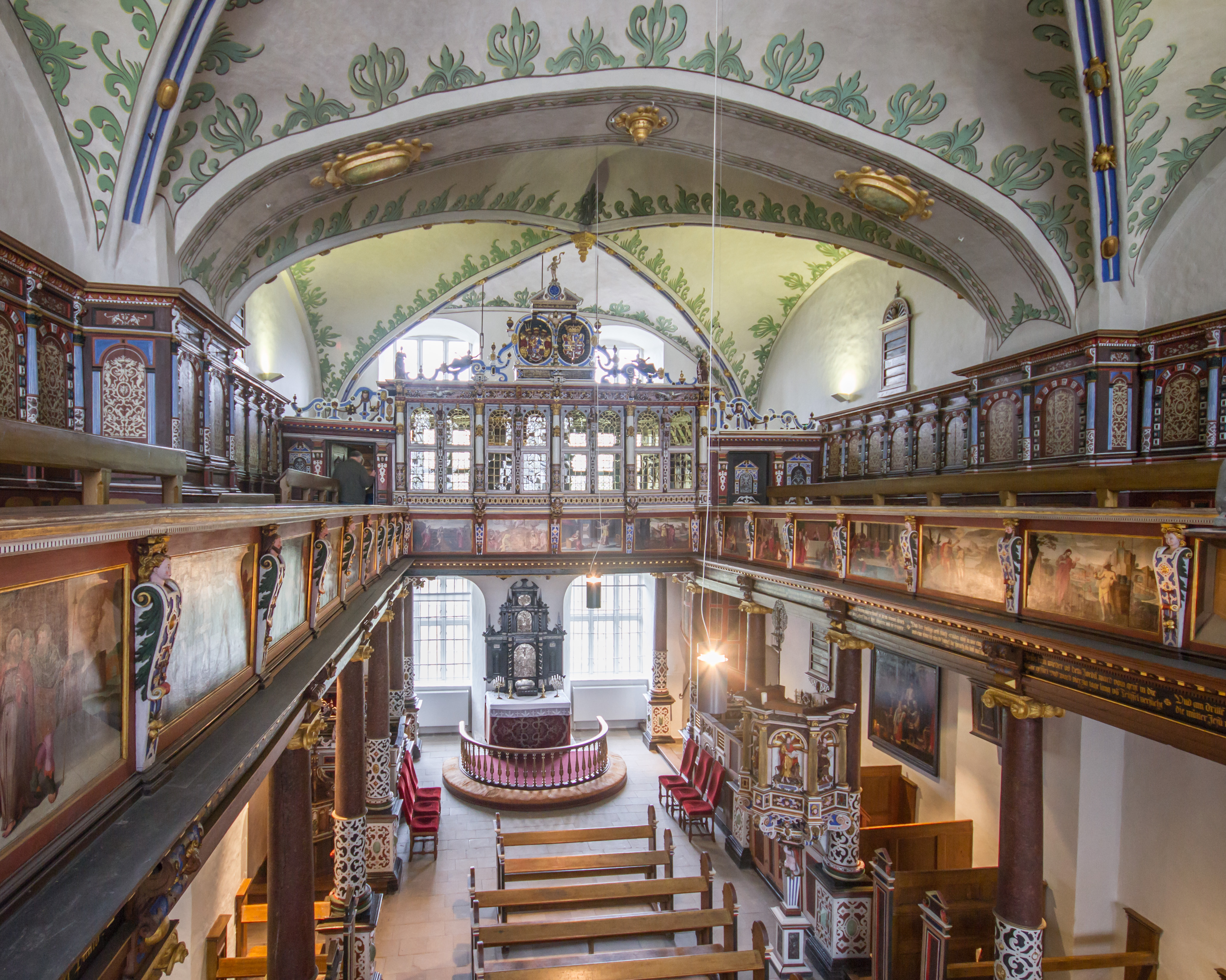
Noordmuur van de slotkapel met bidstoel en altaar, aan de noordzijde van het slot
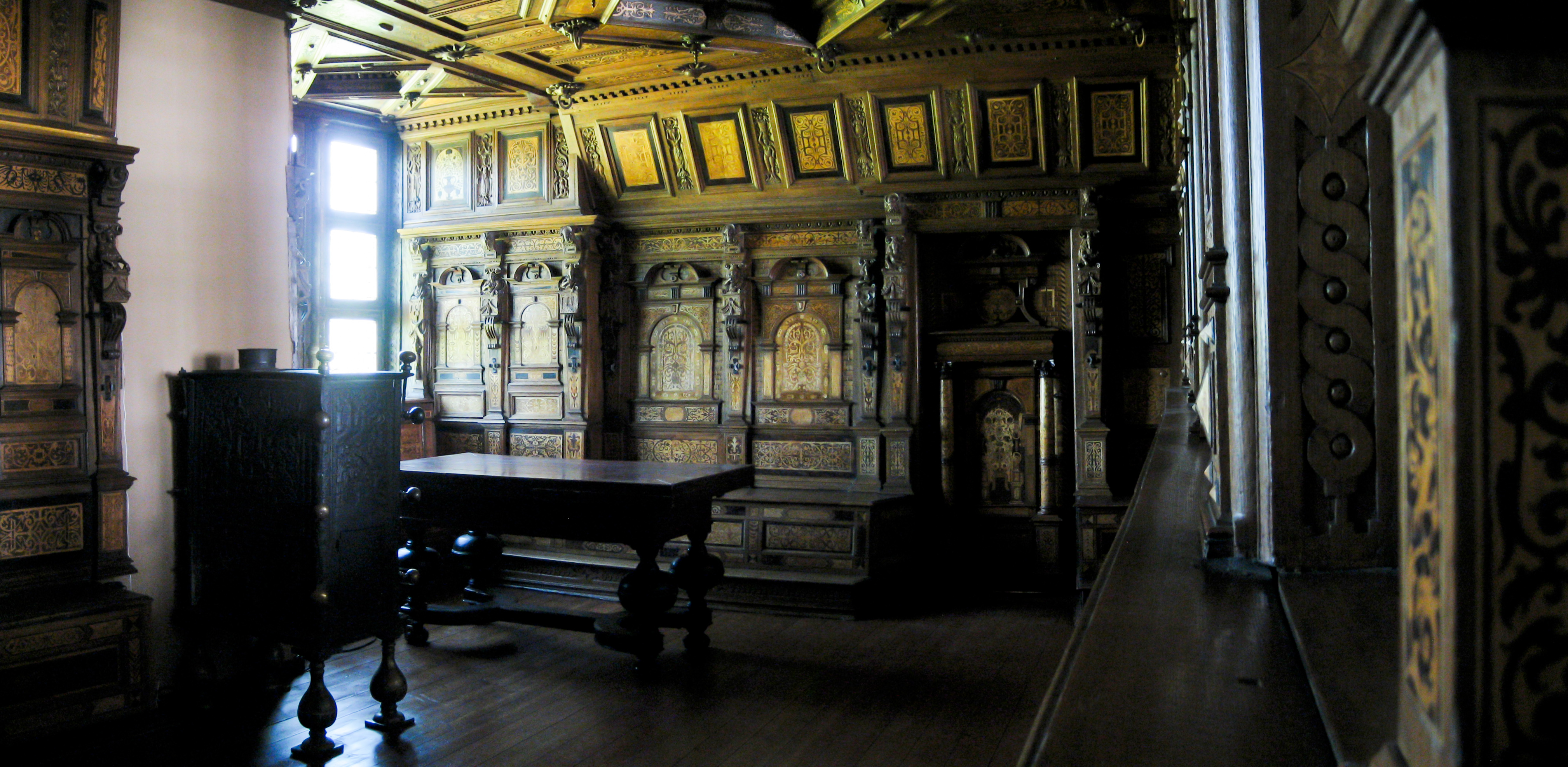
Patronaatsloge in de kapel
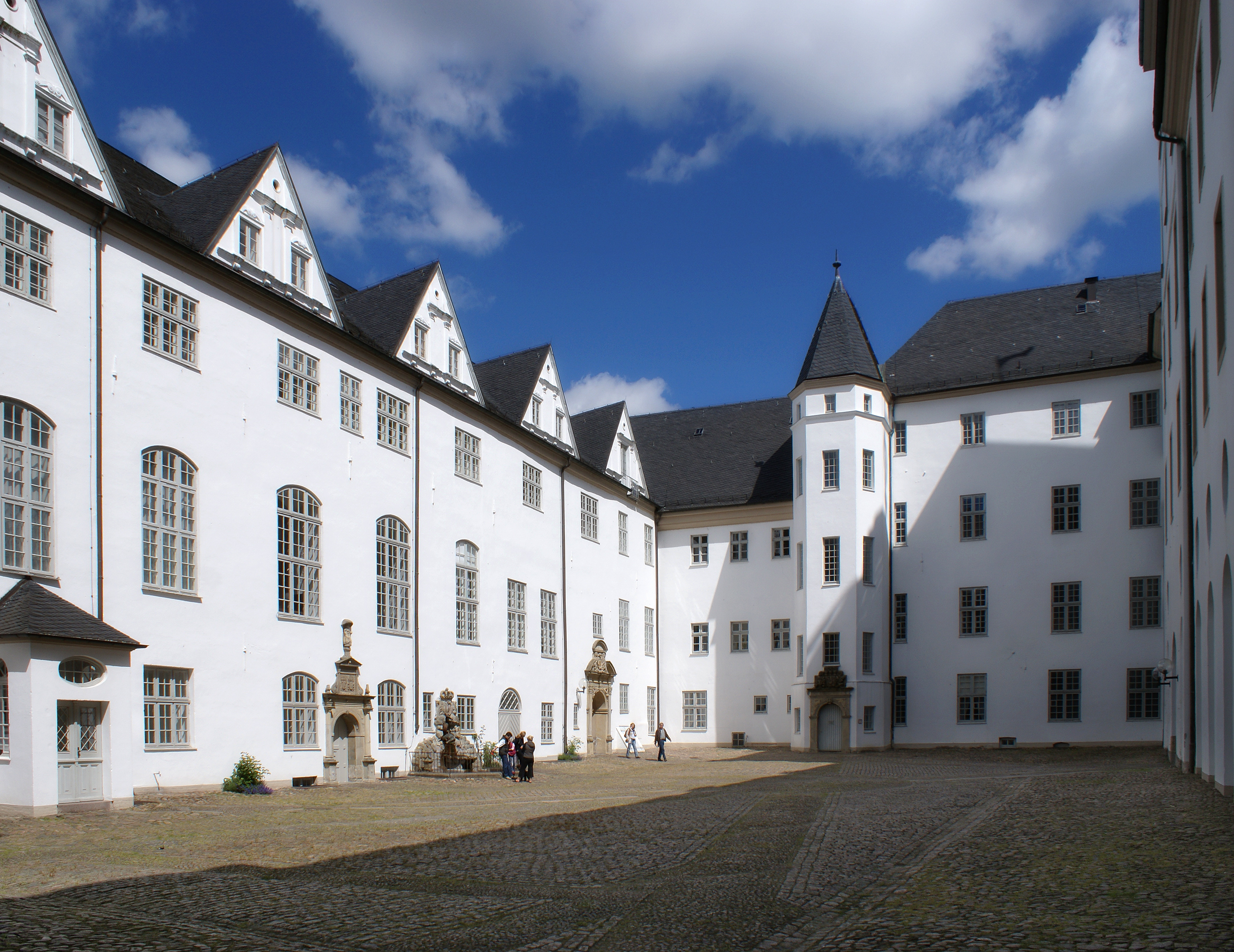
Gevels van de noordvleugel (links) en de oostvleugel. De traptoren dateert van 1664.
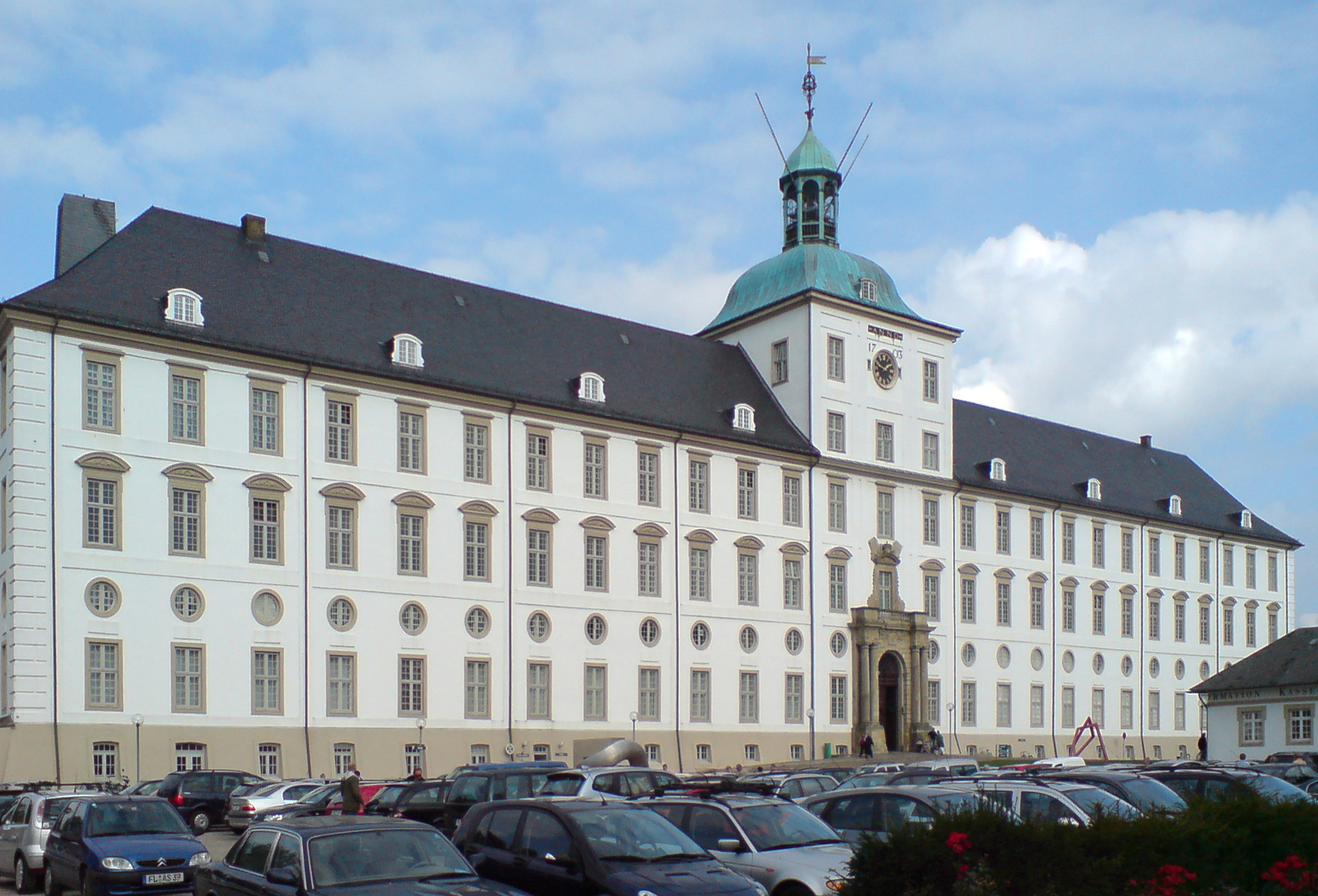
De barokke zuidvleugel
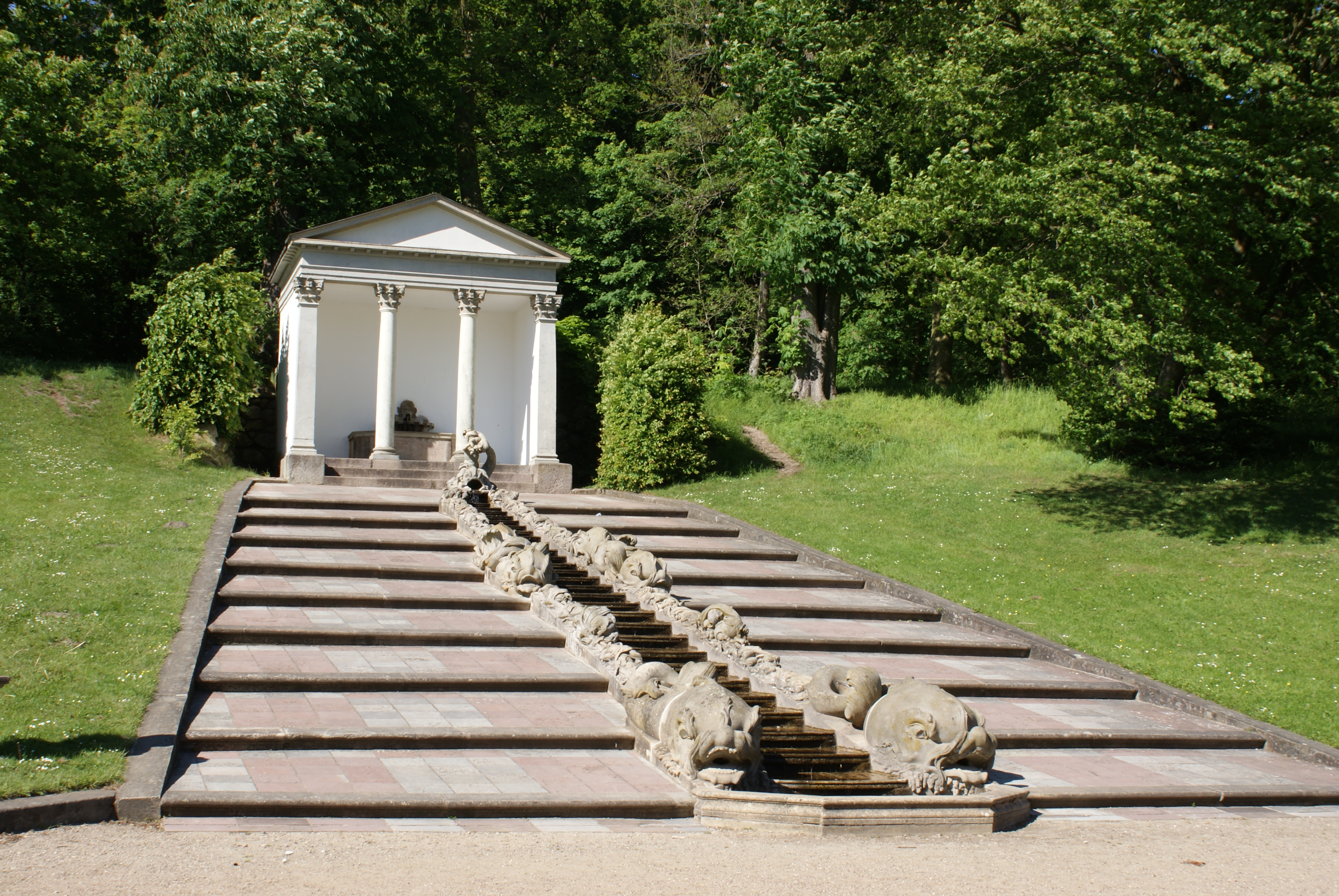
De Kleine Cascade en de Tempel in de Neuwerkgarten
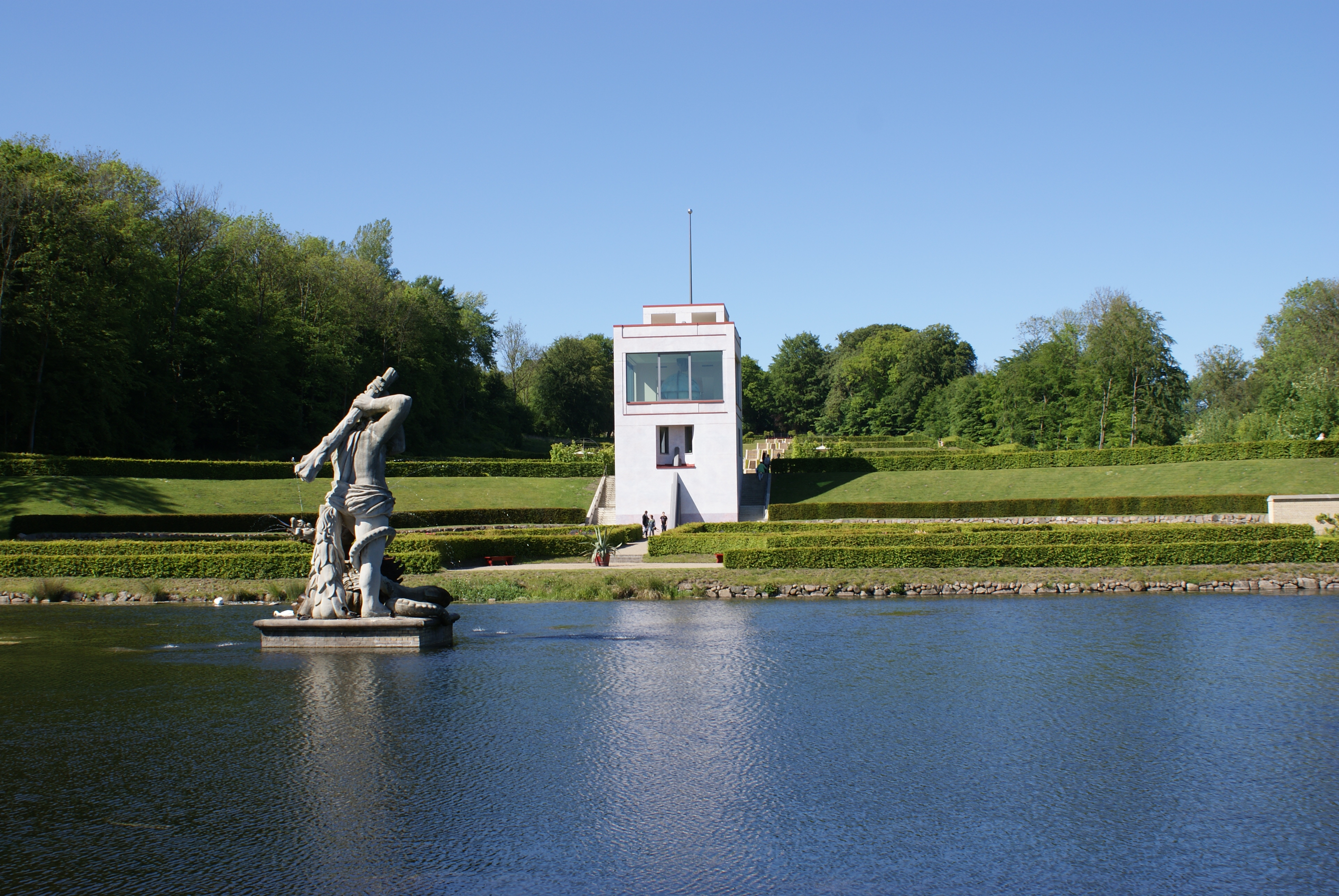
De Spiegelvijver met Hercules en het nieuwe globehuis
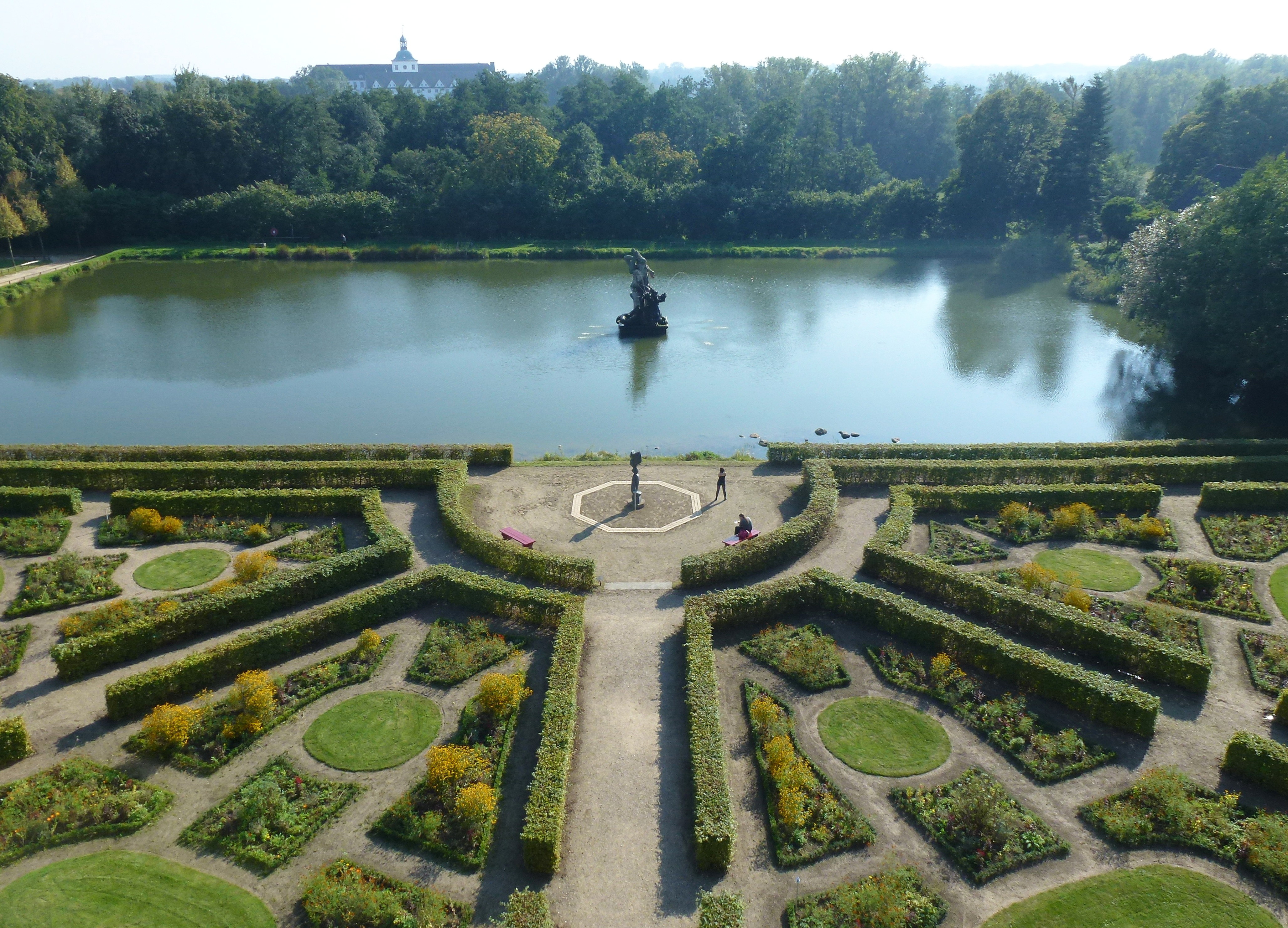
Blik vanaf het globehuis zuidwaarts op de spiegelvijver, Hercules en het zuidelijke tuinterras
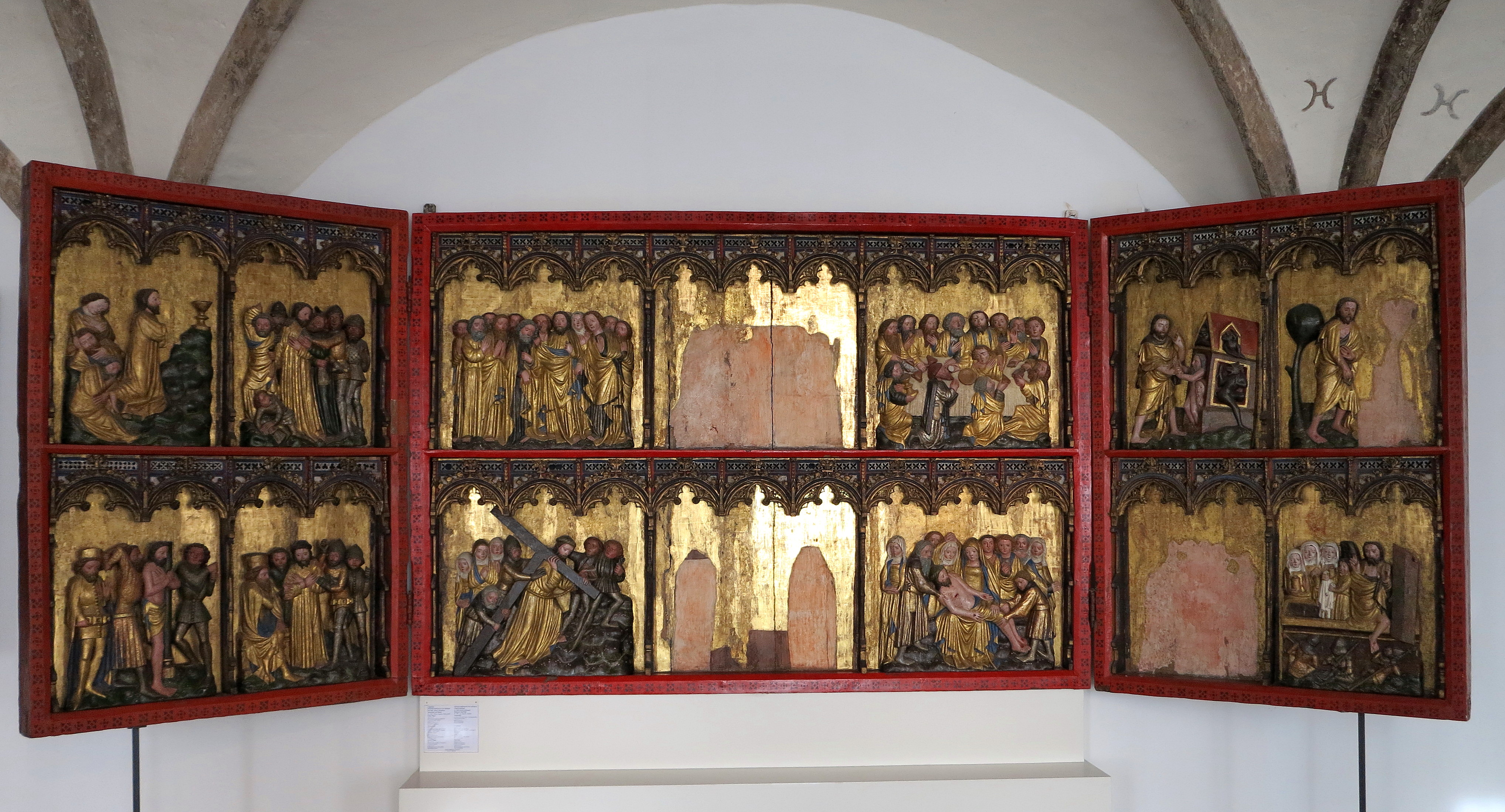
Het Landkirchener Retabel, ca. 1380, in de Gotische Halle van het Landesmuseum für Kunst und Kulturgeschichte
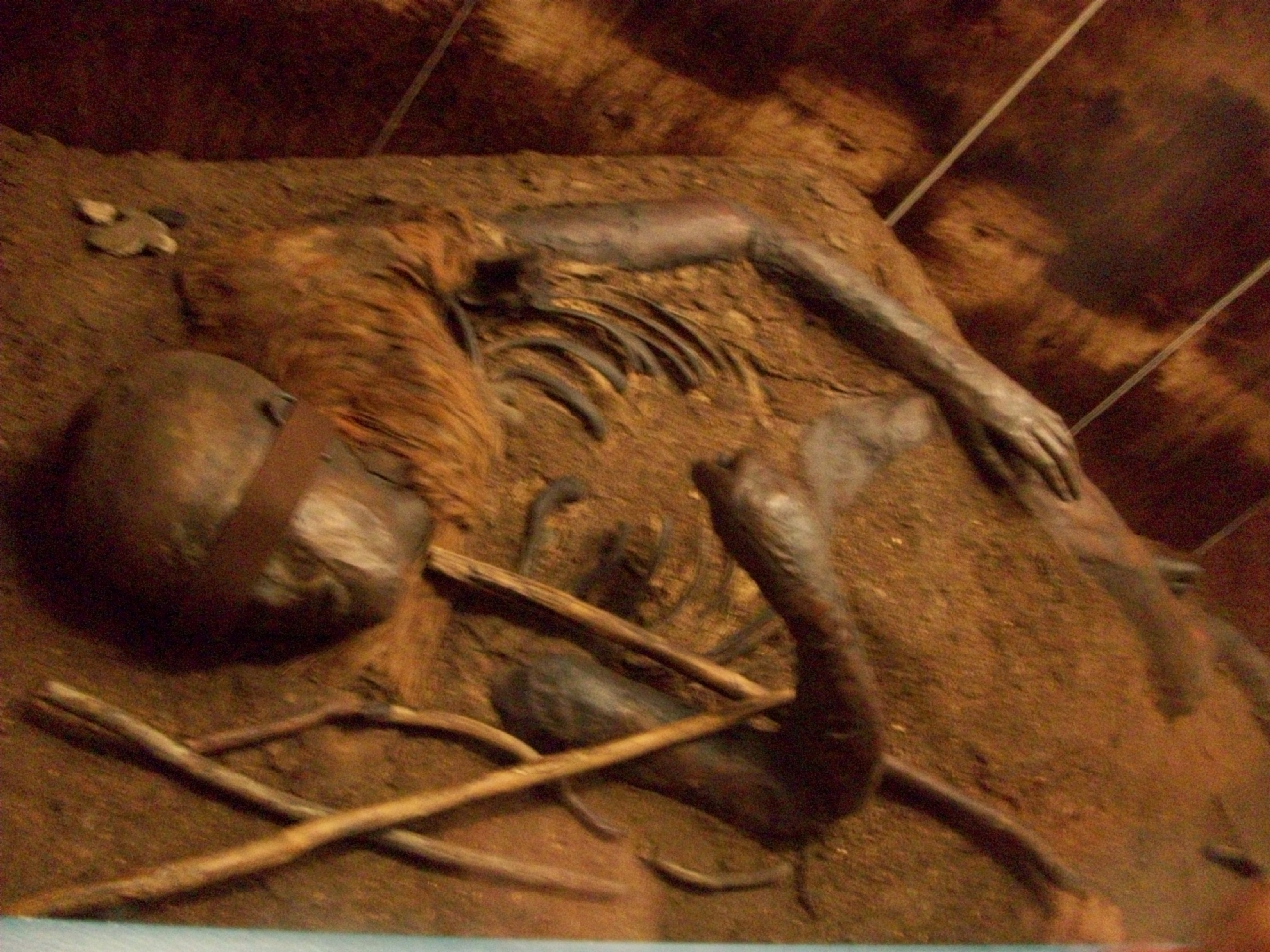
Het veenlijk Windeby I in het Archäologische Landesmuseum
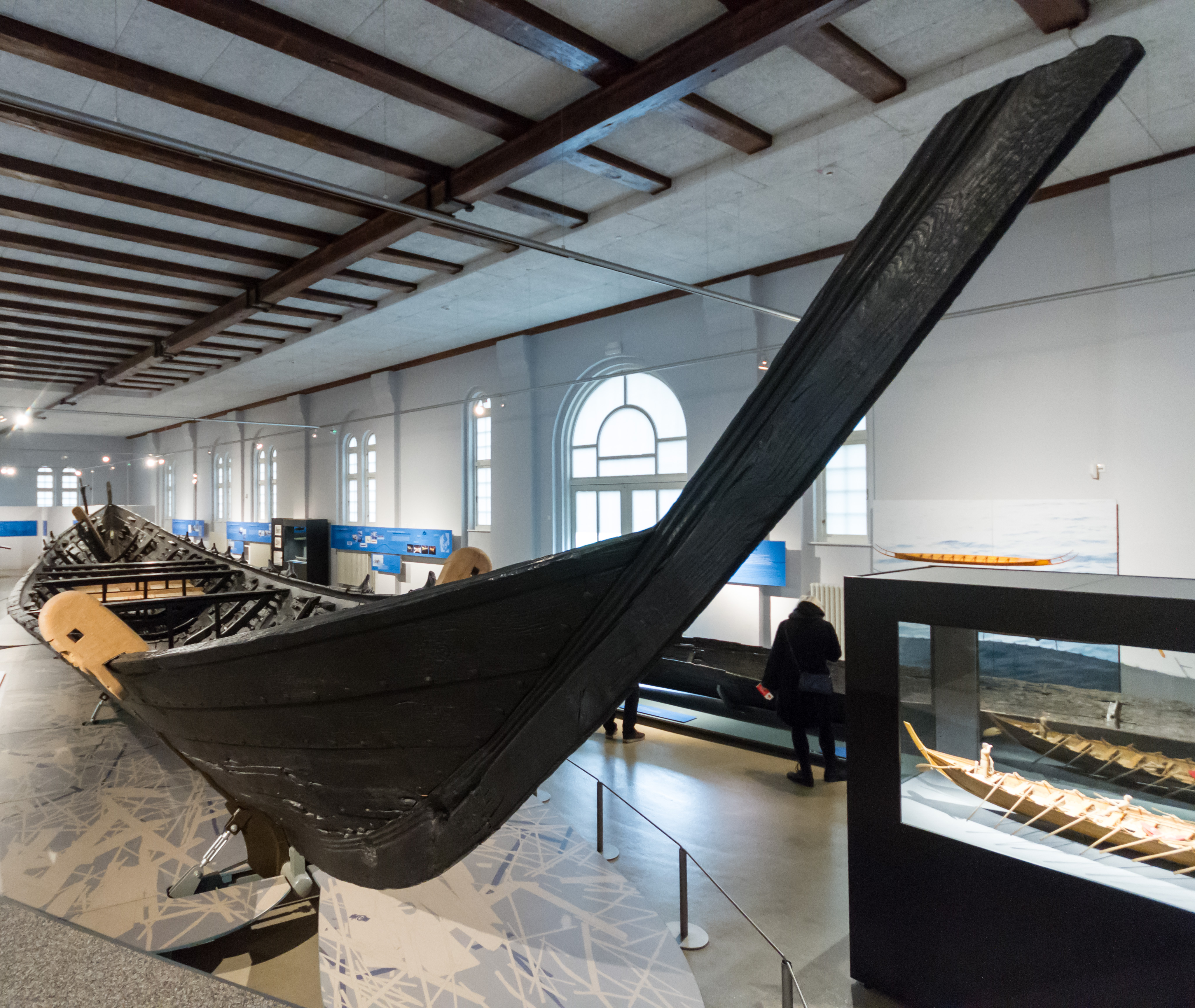
De Nydamboot in het Archäologische Landesmuseum
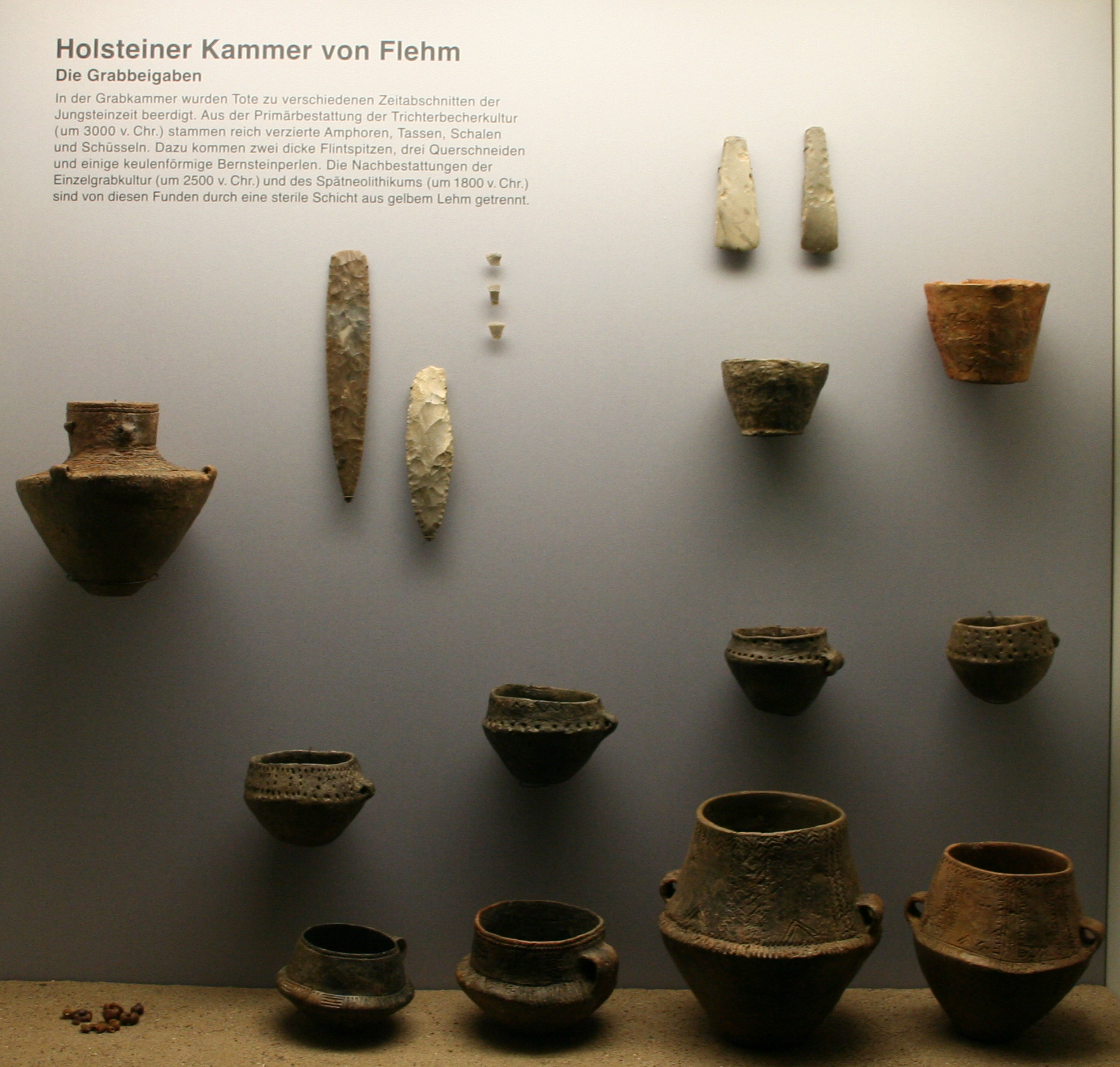
Grafgiften aangetroffen in graf 1 van de Hünengräberstraße des Hümmling, Archäologisches Landesmuseum Schloss Gottorf